# 도로로 (영화)
《도로로》(일본어: どろろ)는 테즈카 오사무의 원작 만화 "도로로"를 원작으로 한 일본 영화다. 도호 배급으로, 일본에서는 2007년 1월 27일에, 대한민국에서는 10월 25일에 개봉되었다.

## 개요
원작은 무로마치 시대 후기부터 전국 시대 전기를 무대로 하고 있지만 실사 영화에서는 가상의 세계를 무대로, 곳곳에 현대적인 물품이 담겨져 일본 판타지 작품이다. 개봉 당시에는 속편의 2, 3탄 제작이 결정되었지만, 현재로써는 제작 미정이다.

## 줄거리
전국 시대, 다이고 카게미츠는 패권을 손에 쥐기 위해 48명의 요괴에게 아직 태어나지 않은 아기를 바친다. 아기는 48개의 신체 부위를 잃어버린 채 태어났고 강에 버려진다. 시간이 흘러 아이는 햐키마루라 불리는 청년으로 성장한다. 햐키마루는 몸을 빼앗아간 요괴를 없앨 때마다 빼앗긴 신체 부위를 되찾을 수 있다는 것을 알게 된다. 햐키마루는 좀도둑 도로로를 만나 같이 몸을 되찾기 위한 여행을 떠난다.

## 출연진
- 츠마부키 사토시 - 히야키마루 역
- 시바사키 코우 - 도로로 역
- 아소 쿠미코 - 오지야 역
- 에이타 - 타호마루 역
- 게키단 히토리 - 건달 역
- 하라다 미에코 - 유리 역
- 하라다 요시오 - 쥬카이 역
- 나카이 키이치 - 다에고 카케미츠 역
- 츠치야 안나 - 사바메의 부인 역
- 나카무라 카츠오 - 비파(비와) 법사 역
- 인스턴트 존슨
- 키타로
- 테라카도지몬
- 덴덴
- 하루키 미사요
- 스가타 슌
- 야마야 하츠오
- 스기모토 텟타 - 사바메 역

## 스태프
- 감독 : 시오타 아키히코
- 프로듀서 : 히라노 타카시
- 공동 프로듀서 : 시모타 야스유키
- 원작 : 테즈카 오사무
- 각본 : NAKA 무라 MURA, 시오타 아키히코
- 촬영 : 시바누시 다카히테
- 미술 감독 : 마루오 토모유키
- 편집 : 후카노 도시히데
- 음악 : 야스카와 고로, 후쿠오카 유타카
- 의상 디자인 : 구로사와 카즈코
- 액션 감독 : 정소동
- 조명 : 토미야마 메이쵸
- 녹음 : 이카 마키오
- 제작 : "도로로" 제작위원회 (TBS, 제네온 유니버설 엔터테인먼트 재팬, 덴츠, 마이니치 방송, 주부닛폰 방송, 스타더스트 픽쳐스, 트윈스 재팬, RKB 마이니치 방송, Yahoo! JAPAN, WOWOW, 홋카이도 방송, 아사히 신문사 도쿄도 ASA

### 주제가
- Mr.Children - 〈페이크〉

보컬 사쿠라이 카즈토시가 본작을 위해 새로 쓴 곡으로, 일본에서는 2007년 1월 24일 발매되어 당시 40만장 한정판매되었다.

## 수상 정보
- 제7회 일본 영화 텔레비전 협회 영상 기술상 VFX (영화 부문)